# Alexander Kölpin

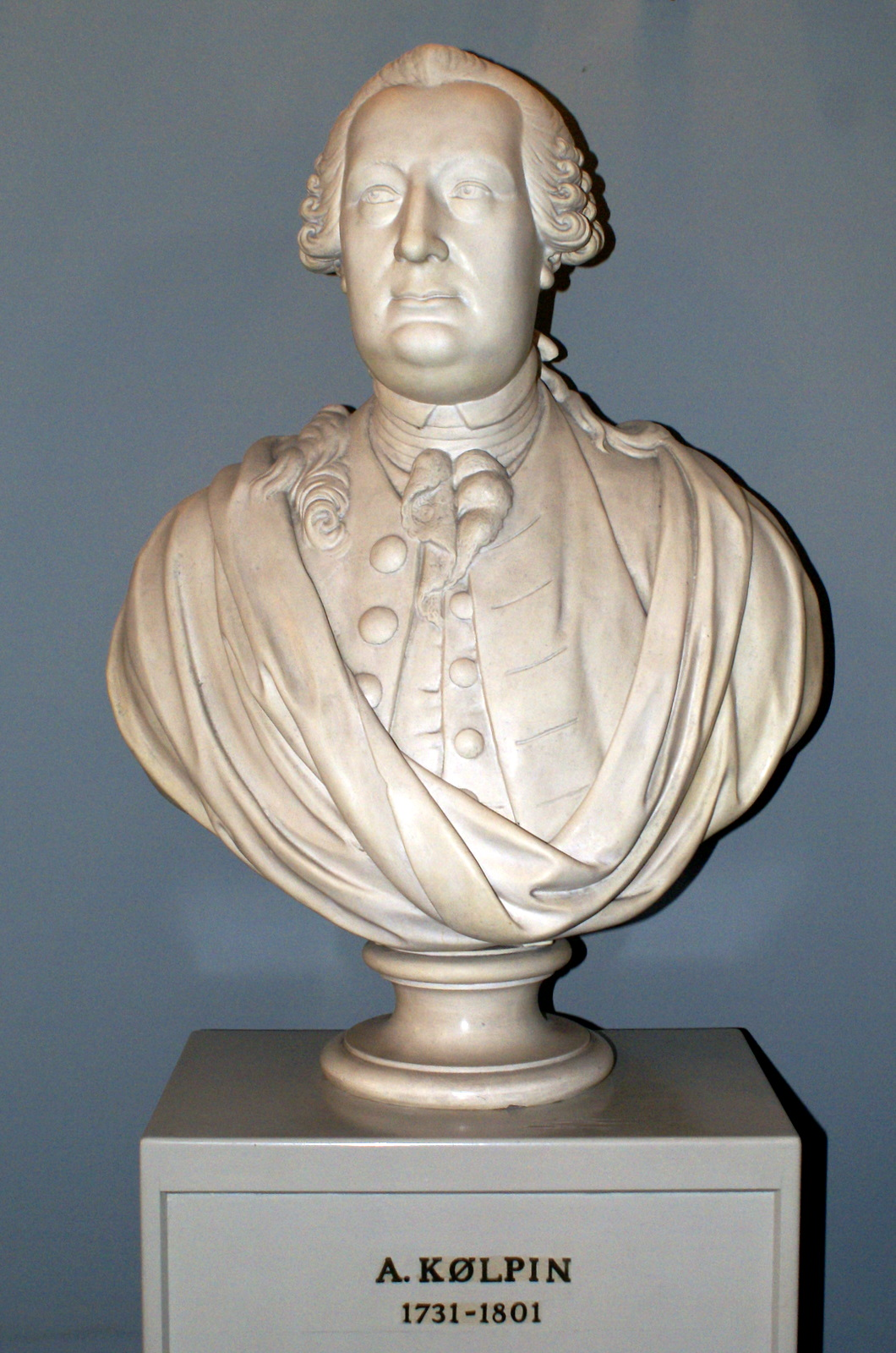
Alexander Kölpin

Alexander Kölpin (* 7. Juli 1731 in Uetersen, Herzogtum Holstein; † 20. Januar 1801 in Kopenhagen) war ein deutscher Chirurg und Hochschullehrer in Dänemark-Norwegen. Er war der erste Direktor der Königlichen Chirurgischen Akademie in Kopenhagen.

## Leben
Kölpins Vater war der Theologe Friedrich Christoph Kölpin, Direktor der Schule vom Kloster Uetersen (von 1719 bis 1748). Die Mutter war Catharina Margaretha geb. Evers. Sein Bruder Joachim Kölpin wurde später ebenfalls Direktor der Klosterschule. Kölpin besuchte diese Schule unter dem Rektor und Diakon Johann Christoph Wiese. Anschließend durchlief er in Uetersen eine Ausbildung zum Feldscher. 1749 ging er nach Hamburg und 1752 nach Kopenhagen, wo er sich medizinisch weiterbildete. 1755 machte Kölpin seine Abschlussprüfung am Theatrum Anatomico-Chirurgicum. Von 1756 bis 1762 war er Regimentsfeldscher in Rendsburg. Danach kehrte er nach Kopenhagen zurück und begann mit den vorgeschriebenen ärztlichen Ergänzungsprüfungen. Seine Doktorarbeit beendete er nicht. Mit einem Stipendium der Krone Dänemark machte er eine Studienreise nach Hannover, Strasbourg und Paris.
Nach zwei Jahren im Ausland war Kölpin von 1766 bis 1776 Chirurg am Frederiks Hospital. Seit 1768 Hofchirurg, war er 1785 Gründungsdirektor der Königlichen Chirurgischen Akademie zu Kopenhagen. Nach seinem Abschied (1794) vermachte er der Akademie 1796 seine große medizinische Bibliothek und Geld. 8.000 Reichstaler stiftete er seiner ehemaligen Schule in der Heimatstadt. In seinem Testament vermerkte er:

„Mit Vergnügen und dankerfülltem Herzen gegen Gott erinnere ich mich oft der guten Gelegenheit, die ich in meiner Jugend gehabt habe, dass ich in der latainischen Schule zu Uetersen erzogen und in den zur Universität erforderlichen Wissenschaften größtenteils von dem damaligen Herrn Rector Wiese unterrichtet worden bin.“

Kölpins Neffe war der deutsch-dänische Arzt und Autor Friedrich Christoph Kölpin.

## Werke (Auswahl)
- Dissertatio epistolaris de vitro antimonii cerato, celebri remedio antidysenterico, tempestiuius adhibendo (1763)
- De Capitis laesionibus meletemata medico-chirurgica, cum adjectis observationibus, conscripta ab Alexandro Kölpin (1777)
- De chirurgiæ recentioris præ veteri præstantio et progressu oratio, ad solennem Academiæ chirurgorum regiæ inaugurationem die 25 Octobris 1787 (1788)
- Medicinisch chirurgische Betrachtungen über die Kopfwunden nebst einigen Wahrnemungen (1779)
- De placenta praevia in partu: Commentatio observationibus illustrata (1791)
- Cum Tabula Aena (1799)
- Opuscula chirurgica (1799)
- Leben und Character des Justizraths Alexander Kölpin Königl. dänischen Hofchirurgen (1810 postum)